# Heidevolk
Heidevolk — музыкальная группа из Нидерландов, исполняющая фолк-метал. Темами лирики их песен являются природа, история их родной провинции Гелдерланд и германская мифология. Почти вся их лирика написана на их родном голландском языке. «Heidevolk» переводится как «языческий народ».

## История
Heidevolk была основана в 2002 году (сначала под названием «Hymir») шестью голландцами, которых привлекали общие интересы — природа Нидерландов, германская мифология, фольклор и история Гелдерланда. У них было общее желание создать музыку, которая отразила бы их увлечения. Они придумали название Heidevolk, гуляя в районах Велюве. Группа начала выступать с концертами в 2003 г. Начиная с 2003 года группа выпустила один демо-альбом, четыре студийных альбома, и один мини-альбом.
Их третий альбом, Uit oude Grond, был признан особенно позитивно: один из рецензентов описал его как «чрезвычайно приятный релиз, комбинирующий агрессивный металлический рифф с добавленными со вкусом народными инструментами и мелодиями».
Новый альбом Heidevolk получил название Batavi. Его релиз запланирован на лейбле  Napalm на 2 марта 2012 года. Batavi — это концептуальный альбом, в котором рассказывается начало истории племени батавов, от его возникновения до смелого восстания против одной из величайших империй в истории человечества. Развитие сюжета разворачивается на фоне войн, заключения союзов, интриг и предательства, но главная роль в нем отведена народу, который сражается на различных фронтах и борется за выживание.

## Дискография
- Het Gelders Volkslied (демо, 2004)
- De Strijdlust is Geboren (2005)
- Wodan Heerst (мини (EP), 2007)
- Walhalla Wacht (2008)
- Uit oude Grond (2010)
- Batavi (2012)
- Velua (2015)
- Vuur van Verzet (2018)

## Состав
- Марк Боктинг — вокал (с 2005)
- Ларс — вокал (с 2013)
- Реймон Блем — гитара (с 2005)
- Роуон Мидделвийк — бас-гитара (с 2006)
- Йоост Вестдийк — барабаны (с 2002)
- Кевин Врухтбаерт — гитара (с 2011)
- Irma Vos — скрипка (с 2008)

## Прежние участники
- Йорис Богхтдринкер — вокал (2002—2013)
- Себас ван Элдик — гитара (2002—2012)
- Джесси Вуербэерт — вокал (2002—2005)
- Нильс Бенкервер — гитара (2002—2005)
- Пол Браадвраат — бас (2002—2006)
- Стефани Спирврув — скрипка (2007—2008)